# Landschaftsschutzgebiet Offenland östlich Eversberg
Das Landschaftsschutzgebiet Offenland östlich Eversberg mit 60,2 ha liegt im Stadtgebiet von Meschede im Hochsauerlandkreis. Es wurde 1994 mit dem Landschaftsplan Meschede durch den Kreistag des Hochsauerlandkreises als Teil dreier Landschaftsschutzgebiete (LSG) ausgewiesen. Bei der Neuaufstellung des Landschaftsplanes Meschede wurde dann dieses als Landschaftsplangebiet vom Typ B, Kleinflächiger Landschaftsschutz, ausgewiesen. Es ist eines von 102 Landschaftsschutzgebieten in der Stadt Meschede. Dort gibt es ein Landschaftsschutzgebiet vom Typ A, 51 Landschaftsschutzgebiete vom Typ B und 50 Landschaftsschutzgebiete vom Typ C.

## Beschreibung
Von 1994 bis 2020 gehörten die Flächen zum Landschaftsschutzgebiet Ortsrandlage nördlich und östlich von Eversberg, Landschaftsschutzgebiet Freiflächen östlich von Eversberg und Landschaftsschutzgebiet Meschede.  Das LSG besteht aus vier Teilflächen östlich von Eversberg. Es geht teils bis an den Dorfrand. Im LSG befinden sich landwirtschaftliche Offenlandbereiche. Das LSG ist durch Einzelgehölze (meist Eichen),
Baumreihen und Obstbäume angereichert. Es ist durch das vorhandene Wirtschaftswegesystem für den Naherholungsbedarf gut erschlossen.
Der Landschaftsplan führt zum LSG auf: „Insbesondere vom nördlichen Waldrand aus ergeben sich über diese Freiflächen hinweg hervorragende Blickverbindugen in das südliche Stadtgebiet und - vor allem in östlicher Richtung - darüber hinaus.“

## Schutzzweck
Zum Schutzzweck der LSG vom Typ B Ortsrandlagen, Landschaftscharakter im Landschaftsplangebiet Meschede führt der Landschaftsplan auf: „Sicherung der Vielfalt und Eigenart der Landschaft im Nahbereich der Ortslagen sowie in alten landwirtschaftlichen Vorranggebieten insbesondere durch deren Offenhaltung; Erhaltung der Leistungsfähigkeit des Naturhaushalts hinsichtlich seines Artenspektrums und der Nutzungsfähigkeit der Naturgüter (hier: leistungsfähige Böden); Umsetzung der Entwicklungsziele 1.1 und – primär – 1.5 zum Schutz des spezifischen Charakters und der Identität der landschaftlichen Teilräume; entsprechend dem Schutzzweck unter 2.3.1 auch Ergänzung der strenger geschützten Teile dieses Naturraums durch den Schutz ihrer Umgebung vor Eingriffen, die den herausragenden Wert dieser Naturschutzgebiete und Schutzobjekte mindern könnten (Pufferzonenfunktion); Erhaltung der im gesamten Gebiet verstreut anzutreffenden kulturhistorischen Relikte.“

## Rechtliche Vorschriften
Wie in den anderen Landschaftsschutzgebieten im Stadtgebiet besteht im LSG ein Verbot Bauwerke zu errichten. Vom Verbot ausgenommen sind Bauvorhaben für Gartenbaubetriebe, Land- und Forstwirtschaft. Die Untere Naturschutzbehörde kann Ausnahme-Genehmigungen für Bauten aller Art erteilen. Wie in den anderen Landschaftsschutzgebieten vom Typ B in Meschede besteht im LSG ein Verbot der Erstaufforstung und Weihnachtsbaum-, Schmuckreisig- und Baumschul-Kulturen anzulegen.